# Myrmecophilus sapporensis
Myrmecophilus sapporensis är en insektsart som beskrevs av Matsumura, S. 1904. Myrmecophilus sapporensis ingår i släktet Myrmecophilus och familjen Myrmecophilidae. Inga underarter finns listade i Catalogue of Life.